# Aphelia paleana
The Timothy Tortrix (Aphelia paleana) là một loài bướm đêm thuộc họ Tortricidae. Nó được tìm thấy ở châu Âu.
Sải cánh dài 18–22 mm. Con trưởng thành bay từ tháng 6 đến tháng 8. .
Ấu trùng ăn nhiều loại thực vật thân thảo such as Pulicaria dysenterica và wolfberry.

## Hình ảnh

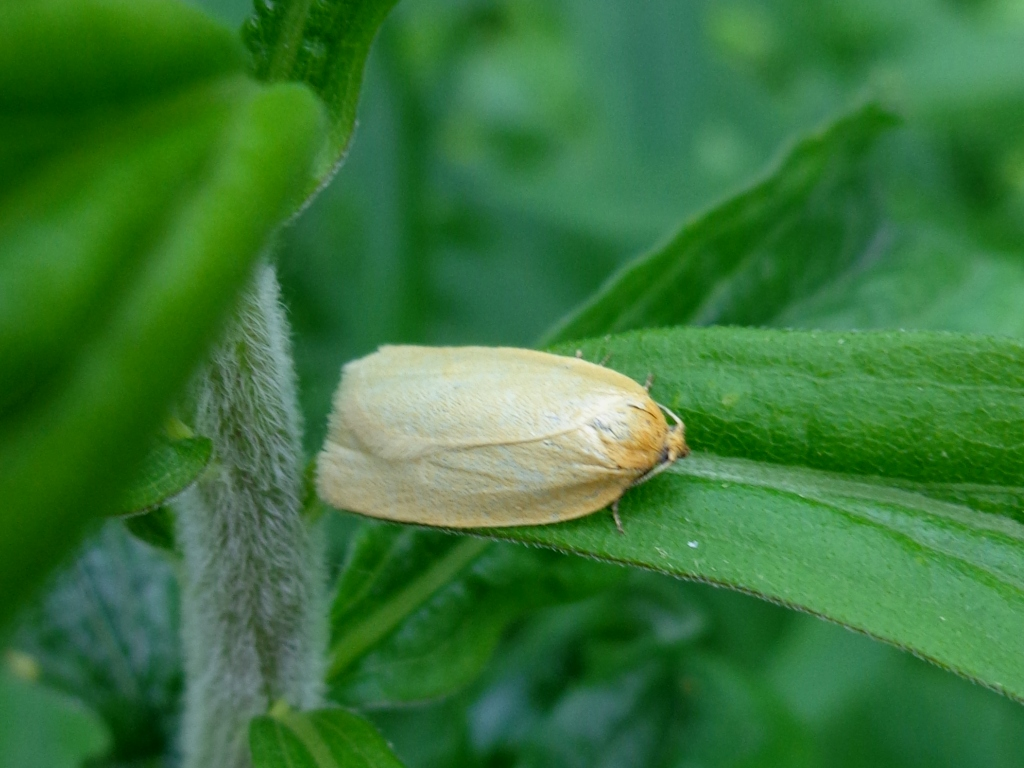